# Kazimierz Białłozor
Kazimierz Karol Białłozor herbu Wieniawa (ur. ok. 1608, zm. 1680) – wojewoda miński (od 1667), kasztelan witebski (od 1664), marszałek powiatu upickiego (od 1657), podstoli upicki w (1650–1657), sędzia grodzki upicki (1640–1643), pisarz grodzki upicki (1639–1640), podstarości wiłkomierski (1633–1637), starosta nowomłyński.
W 1634 mianowany podsędkiem mińskim. W tym też roku występował jako starosta nowomłyński. W czasie powstania Chmielnickiego, w latach 1649–1652 najprawdopodobniej brał udział w walkach Janusza Radziwiłła z Kozakami na Litwie.
W 1648 był posłem wiłkomierskim na sejm elekcyjny. 20 października 1655 roku podpisał ugodę kiejdańską. W 1658 brał udział w walkach ze Szwedami pod Mitawą. W 1661 roku, jako poseł sejmiku upickiego, uczestniczył w obradach sejmu w Warszawie. Przystąpił do konfederacji kobryńskiej w 1672 roku.